# Helcogramma gymnauchen
Helcogramma gymnauchen és una espècie de peix de la família dels tripterígids i de l'ordre dels perciformes.

## Morfologia
- Els mascles poden assolir 4 cm de longitud total.[4][5]

## Alimentació
Menja algues i invertebrats petits.

## Hàbitat
És un peix marí i associat als esculls de corall que viu entre 1-8 m de fondària.

## Distribució geogràfica
Es troba a Indonèsia, Papua Nova Guinea i el nord d'Austràlia.